# Хассе, Карл (композитор)
Мартин Карл Вольдемар Хассе (нем. Martin Karl Woldemar Hasse; 20 марта 1883, Дона — 31 июля 1960, Кёльн) — немецкий композитор и музыкальный педагог.
Сын пастора. Получил начальное музыкальное образование в лейпцигской Школе Святого Фомы, затем учился в Лейпцигской консерватории у Штефана Креля, Адольфа Рутхардта, Карла Штраубе и Артура Никиша; ассистировал Штраубе в руководстве хором лейпцигского Баховского общества. По рекомендации Штраубе с 1905 года продолжил обучение в Мюнхенской консерватории у Макса Регера и Феликса Мотля, одновременно изучал музыковедение в Мюнхенском университете у Германа Кречмара и Хуго Римана.
Работал в Гейдельберге помощником генеральмузикдиректора Филиппа Вольфрума, затем в 1906—1909 гг. кантор церкви Святого Иоанна в Хемнице. В 1910—1919 гг. музикдиректор Оснабрюка, в 1919 году основал в городе консерваторию (с 2000 г. Институт музыки Оснабрюкского университета). Затем в 1919—1935 гг. музикдиректор Тюбингенского университета, где по его инициативе были открыты институт музыки и музыковедческий семинар. В 1922 году получил от своего университета докторскую степень несмотря на то, что Герман Аберт прислал негативный отзыв на статьи Хассе, отрицающий наличие в них научного содержания. С 1932 года член Союза борьбы за немецкую культуру. Убеждённый национал-социалист, выступал против реформы музыкального образования в Германии, осуществлённой Лео Кестенбергом. В 1935 году возглавил Кёльнскую высшую школу музыки и оставался её ректором до 1945 года, хотя после 1943 года уничтоженная бомбёжкой консерватория не работала. В 1937 году вступил в НСДАП. По окончании Второй мировой войны занимался преимущественно творческой деятельностью; с 1953 года входил в попечительский совет Института Макса Регера в Карлсруэ.
Много писал о своём учителе Регере начиная с книги 1921 года «Макс Регер», в составе которой были напечатаны также восемь статей самого Регера; представлял музыку Регера как воплощение немецкого духа, конструируя из него отцовскую фигуру для националистической тенденции в немецкой музыке. В 1938 году опубликовал книгу «Макс Регер. Личность и творчество» (нем. Max Reger. Mensch und Werk). Подготовил полное собрание сочинений Иоганна Германа Шейна. Опубликовал биографию Иоганна Себастьяна Баха (1925) и исследование по баховской инструментовке (1929). В 1933 году выступил со сборником статей «Из немецкой музыкальной жизни. К преобразованию нашей музыкальной жизни в Германии» (нем. Vom deutschen Musikleben. Zur Neugestaltung unseres Musiklebens in Deutschland).
Как хоровой дирижёр на протяжении всей жизни пропагандировал музыку немецкого барокко. Автор около 130 собственных композиций.